# Giro d'Itàlia de 1972
El Giro d'Itàlia de 1972 fou la 55a edició del Giro d'Itàlia i es disputà entre el 21 de maig i l'11 de juny de 1972, amb un recorregut de 3.725 km distribuïts en 20 etapes, tres d'elles dividida en dos sectors. 100 ciclistes hi van prendre part, acabant-lo 69 d'ells. La sortida fou a Venècia, Vèneto, i l'arribada a Milà.

## Història
El belga Eddy Merckx tornava a disputar un cop més el Giro d'Itàlia, sent el principal favorit a la victòria final. L'italià Gimondi, el defensor del títol, el suec Pettersson, i el recent vencedor de la Volta a Espanya, José Manuel Fuente eren alguns dels noms que podien fer ombra al ciclista belga.
Fuente fou el primer a demostrar el seu bon estat de forma, en guanyar el primer sector de la 4a etapa, amb final al Blockhaus, amb més d'un minut i mig sobre Miguel María Lasa i dos i mig sobre Merckx, a més d'aconseguir el mallot de líder. En aquella etapa diversos ciclistes arribaren fora de control i foren desqualificats, davant la qual cosa Fuente va fer broma dient que en l'etapa del Stelvio, fins i tot Merckx arribaria fora de control.
En la 7a etapa Merckx va fer un dur atac en la primera ascensió del dia, situada a tan sols 28 quilòmetres de la sortida. El seguiren Pettersson, Fuente i Lazcano, però aquests dos darrers no pogueren aguantar el ritme. A l'arribada a Catanzaro, Merckx i Pettersson arribaren destacats amb més de quatre minuts sobre els immediats perseguidors, amb victòria pel suec i mallot rosa pel belga.
La 12a etapa, composta per dues contrarellotges va ratificar a Merckx com a favorit a la victòria final, deixant a Pettersson a minut i mig a la general, a Fuente a quatre minuts i a Lasa a més de cinc i mig. La 14a etapa, amb ascensió a Sestrieras i arribada a Jafferau va suposar un dur cop per les aspiracions de Fuente, en ser superat per Merckx en l'ascensió final, tot i que els intents de l'espanyol per deixar-lo enrere. Dos dies després Merckx tornava a demostrar ser el més fort de la cursa en guanyar en solitari una nova etapa, alhora que ampliava les diferències a la general.
Amb tot, Fuente va demostrar les seves qualitats com a escalador en la 17a etapa, amb final a l'Stelvio, Cima Coppi de la cursa, en arribar a meta amb més de dos minuts sobre Merckx, i assegurant-se la segona posició a la general i la victòria al Gran Premi de la muntanya per segon any consecutiu. Res va canviar en les etapes que quedaven, aconseguint Eddy Merckx el seu tercer Giro d'Itàlia. Fuente acabà segon i guanyà la muntanya, millorant el millor resultat fet al Giro per un ciclista espanyol fins aleshores, el tercer lloc de 1961. En tercera posició acabà Francisco Galdós, completant un podi plenament estranger per primera vegada en les 55 edicions del Giro disputades fins aleshores i que no es tornaria a repetir fins al 1987.

## Equips participants
En aquesta edició del Giro hi van prendre part 10 equips formats per 10 ciclistes cadascun, per formar un pilot amb 100 corredors.
| Núm.  | Codi | Equip    |
| ----- | ---- | -------- |
| 1-10  | FER  | Ferretti |
| 11-20 | DRE  | Dreher   |
| 21-30 | FIL  | Filotex  |
| 31-40 | GBC  | G.B.C.   |
| 41-50 | KAS  | KAS      |

| Núm.   | Codi | Equip     |
| ------ | ---- | --------- |
| 51-60  | MAG  | Magniflex |
| 61-70  | MOL  | Molteni   |
| 71-80  | SAL  | Salvarani |
| 81-90  | SCI  | Scic      |
| 91-100 | ZON  | Zonca     |

## Etapes
| Etapa | Data       | Recorregut                              |                           | Km  | Vencedor d'etapa             | Líder de la general      |
| ----- | ---------- | --------------------------------------- | ------------------------- | --- | ---------------------------- | ------------------------ |
| 1ª    | 21 de maig | Venècia - Ravenna                       | Etapa plana               | 196 | Marino Basso (ITA)           | Marino Basso (ITA)       |
| 2ª    | 22 de maig | Ravenna - Fermo                         | Etapa plana               | 212 | Gianni Motta (ITA)           | Marino Basso (ITA)       |
| 3ª    | 23 de maig | Porto San Giorgio - Francavilla al Mare | Etapa plana               | 205 | Ugo Colombo (ITA)            | Ugo Colombo (ITA)        |
| 4ª A  | 24 de maig | Francavilla al Mare - Blockhaus         | Etapa de muntanya         | 48  | José Manuel Fuente (ESP)     | José Manuel Fuente (ESP) |
| 4ª B  | 24 de maig | Blockhaus - Foggia                      | Etapa plana               | 210 | Wilmo Francioni (ITA)        | José Manuel Fuente (ESP) |
| 5ª    | 25 de maig | Foggia - Montesano sulla Marcellana     | Etapa de mitja muntanya   | 238 | Fabrizio Fabbri (ITA)        | José Manuel Fuente (ESP) |
| 6ª    | 26 de maig | Montesano sulla Marcellana - Cosenza    | Etapa de mitja muntanya   | 190 | Roger de Vlaeminck (BEL)     | José Manuel Fuente (ESP) |
| 7ª    | 27 de maig | Cosenza - Catanzaro                     | Etapa de mitja muntanya   | 151 | Gösta Pettersson (SWE)       | Eddy Merckx (BEL)        |
| 8ª    | 28 de maig | Catanzaro - Reggio Calabria             | Etapa plana               | 160 | Attilio Benfatto (ITA)       | Eddy Merckx (BEL)        |
| 9ª    | 29 de maig | Messina - Messina                       | Etapa plana               | 110 | Albert Van Vlierberghe (BEL) | Eddy Merckx (BEL)        |
|       | 30 de maig | dia de descans                          |                           |     |                              |                          |
| 10ª   | 31 de maig | Roma - Monte Argentario                 | Etapa plana               | 166 | Italo Zilioli (ITA)          | Eddy Merckx (BEL)        |
| 11ª   | 1 de juny  | Monte Argentario - Forte dei Marmi      | Etapa plana               | 242 | Miguel María Lasa (ESP)      | Eddy Merckx (BEL)        |
| 12ª A | 2 de juny  | Forte dei Marmi                         | contrarellotge individual | 20  | Eddy Merckx (BEL)            | Eddy Merckx (BEL)        |
| 12ª B | 2 de juny  | Forte dei Marmi                         | contrarellotge individual | 20  | Roger Swerts (BEL)           | Eddy Merckx (BEL)        |
| 13ª   | 3 de juny  | Forte dei Marmi - Savona                | Etapa plana               | 200 | Wilmo Francioni (ITA)        | Eddy Merckx (BEL)        |
| 14ª   | 4 de juny  | Savona - Monte Jafferau                 | Etapa de muntanya         | 256 | Eddy Merckx (BEL)            | Eddy Merckx (BEL)        |
|       | 5 de juny  | dia de descans                          |                           |     |                              |                          |
| 15ª   | 6 de juny  | Parabiago - Parabiago                   | Etapa plana               | 168 | Roger de Vlaeminck (BEL)     | Eddy Merckx (BEL)        |
| 16ª   | 7 de juny  | Parabiago - Livigno                     | Etapa de muntanya         | 256 | Eddy Merckx (BEL)            | Eddy Merckx (BEL)        |
| 17ª   | 8 de juny  | Livigno - Pas de l'Stelvio              | Etapa de muntanya         | 88  | José Manuel Fuente (ESP)     | Eddy Merckx (BEL)        |
| 18ª   | 9 de juny  | Solda - Asiago                          | Etapa de mitja muntanya   | 223 | Roger de Vlaeminck (BEL)     | Eddy Merckx (BEL)        |
| 19ª A | 10 de juny | Asiago - Arco                           | Etapa de mitja muntanya   | 163 | Roger de Vlaeminck (BEL)     | Eddy Merckx (BEL)        |
| 19ª B | 10 de juny | Arco - Arco                             | contrarellotge individual | 18  | Eddy Merckx (BEL)            | Eddy Merckx (BEL)        |
| 20ª   | 11 de juny | Arco - Milà                             | Etapa plana               | 185 | Enrico Paolini (ITA)         | Eddy Merckx (BEL)        |

## Classificacions finals

### Classificació general
| Classificació General | Classificació General      | Classificació General | Classificació General |
| Pos.                  | Ciclista                   | Equip                 | Temps                 |
| --------------------- | -------------------------- | --------------------- | --------------------- |
| 1                     | Eddy Merckx (BEL)          | Molteni               | 103h 04' 04"          |
| 2                     | José Manuel Fuente (ESP)   | KAS                   | + 5' 30"              |
| 3                     | Francisco Galdós (ESP)     | KAS                   | + 10' 39"             |
| 4                     | Vicente López Carril (ESP) | KAS                   | + 11' 17"             |
| 5                     | Wladimiro Panizza (ITA)    | Zonca                 | + 13' 00"             |
| 6                     | Gösta Pettersson (SWE)     | Ferretti              | + 13' 09"             |
| 7                     | Roger de Vlaeminck (BEL)   | Dreher                | + 13' 52"             |
| 8                     | Felice Gimondi (ITA)       | Salvarani             | + 14' 05"             |
| 9                     | Miguel María Lasa (ESP)    | KAS                   | + 14' 19"             |
| 10                    | Santiago Lazcano (ESP)     | KAS                   | + 17' 42"             |

|   | Ciclista                   | Equip   | Punts |
| - | -------------------------- | ------- | ----- |
| 1 | José Manuel Fuente (ESP)   | KAS     | 490   |
| 2 | Eddy Merckx (BEL)          | Molteni | 350   |
| 3 | Francisco Galdós (ESP)     | KAS     | 260   |
| 4 | Wladimiro Panizza (ITA)    | Zonca   | 150   |
| 5 | Vicente López Carril (ESP) | KAS     | 100   |

|   | Ciclista                 | Equip     | Punts |
| - | ------------------------ | --------- | ----- |
| 1 | Roger de Vlaeminck (BEL) | Dreher    | 264   |
| 2 | Eddy Merckx (BEL)        | Molteni   | 244   |
| 3 | Miguel María Lasa (ESP)  | KAS       | 182   |
| 4 | Felice Gimondi (ITA)     | Salvarani | 167   |
| 5 | Ole Ritter (DEN)         | Dreher    | 167   |